# خورشیدسان

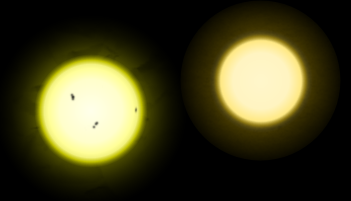
این تصویر خورشید نسبتا بزرگتر و داغ‌تر (چپ) با ستاره نسبتا غیرفعال تائو ستی مقایسه می‌کند.

ستاره خورشیدگونه، خورشیدسان و دوقلو‌های خورشیدی ستارگانی هستند که شبیه به خورشید هستند. طبقه‌بندی آنها به این صورت است که دوقلوهای خورشیدی بیشترین شباهت را به خورشید دارند و در مراتب بعدی خورشیدسان‌ها و خورشیدگونه‌ها قرار می‌گیرند. مشاهده این ستارگان برای درک بهتر ویژگی‌های خورشید نسبت به ستارگان دیگر و قابلیت سکونت سیاره‌ها اهمیت دارد.